# Coalición Cívica (confederación)
La Coalición Cívica fue una confederación de partidos políticos, organizaciones sociales, referentes de organizaciones no gubernamentales y ciudadanos independientes de  Argentina liderada por Elisa Carrió. Fue fundada en abril de 2007  y estaba integrada por los partidos Afirmación para una República Igualitaria, Generación para un Encuentro Nacional, Partido Socialista, Política Abierta para la Integridad Social (PAIS) y Unión por Todos, y organizaciones sociales y políticas como FORJA liderado por Enrique Olivera y el Movimiento de Trabajadores Desocupados (MTD) de La Matanza liderado por  Toty Flores.
Durante las elecciones parlamentarias del 2009 forma parte del frente electoral y del interbloque parlamentario Acuerdo Cívico y Social junto a la Unión Cívica Radical.
En octubre de 2009, varios de los movimientos se unieron bajo la estructura partidaria del ARI que cambió su nombre a Coalición Cívica ARI.
Respecto de la ideología de la confederación, existe un fuerte debate sobre si debe considerarse orientada hacia la derecha o hacia la izquierda. Elisa Carrió ha sostenido que las categorías derecha e izquierda son viejas y que permitieron engañar y esconder la corrupción, cuestión a la que considera "el problema de Argentina".

## Organización
Existen diferencias entre el tipo de organización de la confederación que se establece en la Carta Orgánica y la que se informa en el sitio oficial. Según la Carta Orgánica, la Coalición Cívica es una confederación de partidos políticos legalmente reconocidos, tanto nacionales como de distrito aunque con mayor representación de los primeros. Según el sitio oficial la Coalición Cívica se autodefine como un "un espacio plural de participación y consenso, formado por agrupaciones políticas, integrantes de ONGs y Ciudadanos".
También hay diferencias informativas entre la Carta Orgánica y el sitio oficial sobre el modo de elección de sus autoridades. Según la Carta Orgánica, los miembros que integran los órganos directivos son designados y removidos por los partidos que la integran, garantizando a los partidos nacionales una representación mayor que a los partidos de distrito. Según el sitio oficial, la Coalición ha declarado que en el futuro realizará elecciones para designar a las personas que ocupen los cargos ejecutivos y electivos, con la particularidad de que el sistema electoral a utilizarse debe contener "mecanismos abiertos y participativos que garantice la participación de todos y no se limite a las estructuras partidarias".

### Institutos relacionados
La Coalición Cívica actúa relacionada con diversos institutos, formados por los líderes de la entidad. El más importante es el Instituto Hannah Arendt, fundado por Elisa Carrió en 2004 y presidido por ella desde entonces, donde la Coalición Cívica tiene su sede central y realiza las principales actividades. El Instituto es dirigido académicamente (en sus talleres, cursos y seminarios) por Diana Maffía, legisladora porteña desde 2007.
Otros institutos relacionados con la Coalición Cívica son el Instituto de Políticas Públicas de Seguridad Ciudadana, dirigido por Patricia Bullrich y el Instituto de Estudios para una Nueva Generación (IGEN), dirigido por Margarita Stolbizer.

## Integrantes

### Partidos Políticos
| Partido | Partido                                    | Líder               | Ideología                         | Posición        |
| ------- | ------------------------------------------ | ------------------- | --------------------------------- | --------------- |
|         | Afirmación para una República Igualitaria  | Elisa Carrió        | Socioliberalismo Socialdemocracia | Centro          |
|         | Generación para un Encuentro Nacional      | Margarita Stolbizer | Socialdemocracia Progresismo      | Centroizquierda |
|         | Partido Socialista                         | Rubén Giustiniani   | Socialdemocracia Progresismo      | Centroizquierda |
|         | Política Abierta para la Integridad Social | José Octavio Bordón | Peronismo                         | Centro          |
|         | Unión por Todos                            | Patricia Bullrich   | Liberalismo Clásico               | Centroderecha   |

### Mesa social
Secretaría: Sebastián Fernández y Claudio Bargach.
Jorge Tedesco, excombatiente de Malvinas, codirector proyecto Fénix.
Horacio Maldonado, excombatiente de Malvinas.
Mario Oshiro, excombatiente de Malvinas, codirector Proyecto Fénix.
Ernesto Lalo Paret, líder de empresas recuperadas.
Marcelo Boffa, escritor y ensayista.
Vanesa Castro Borda, abogada. Representante de empresas recuperadas.
Carlos Ibañez, arquitecto (UBA), asesor de la Comisión de la Vivienda en la Legislatura de la ciudad de Buenos Aires. Especialista en Vivienda, Planeamiento Urbano y Desarrollo Social. Impulsor del Programa de Transformación de Villas en Barrios de la ciudad de Buenos Aires.
Norma Laborde, maestra mayor de obras. Voluntaria Hospital Rivadavia Dama Rosada y en el comedor Parroquia San Nicolás de Bari por Los Sin Techo. Presidenta de la Red Solidaria Ahora Argentina.

### Mesa Productiva
Secretaría: Andrés Domínguez, abogado y asesor político agropecuario de la Coalición Cívica.
Harry Ingham, presidente de la centenaria firma CRONOS S.A., exmiembro del directorio del Buenos Aires Herald. Miembro del Consejo Asesor del Ejército de Salvación.
Jorge Arbeleche, licenciado en Administración (UADE). Productor y experto en temas agropecuarios.
Alejandro Justiniano, ingeniero industrial (UBA). Empresario pyme en el ramo de la producción y comercialización de jabones, detergentes en polvo y otros artículos de limpieza.
Jorge Teodoro, ingeniero electromecánico, orientación electrónica UBA. Ejecutivo de Empresas y Consultor.
Silvia Datsira, Licenciada en Administración de Empresas- Diploma de Honor (UADE), Contadora Pública, Productora agropecuaria, Empresaria. Directora de la Asociación Iberoamericana de Empresarias.
Jaime Murphy, Productor agropecuario e integrante de Confederaciones Rurales Argentina (CRA).
Gerardo Reververis, productor agropecuario. Integrante ASUCERFI.
Ciro D' Antonio, empresario de la pesca (Mar del Plata).
Aníbal Pérez, ingeniero agrónomo y máster en Agronegocios.
Oscar Rodolfo Olivero (La Plata).
Alberto Gallo Llorente, productor agropecuario, expresidente de la Sociedad Rural de 9 de Julio y excandidato a la presidencia de CARBAP.
Eduardo Bronzino, representante de la Mesa PYME del ARI – Firma PROGRESA.

### Mesa Interreligiosa
Secretaría: Facundo del Gaiso - Rocío Sánchez Andia
Marcelino Cayuqueo, mapuche. Cacique de la comunidad Coliqueo en Los Toldos, provincia de Buenos Aires. Presidente del Parlamento Indígena.
Embajador Miguel Ángel Espeche Gil, ciudadano ilustre de la ciudad de Buenos Aires. Candidato a Premio Nobel de la Paz.
Koshi Shimoyama, responsable Área Chaco organización budista.
Julia Torres, Comisión diálogo interreligioso y responsabilidad ciudadana de la pastoral ciudad de la arquidiócesis de Buenos Aires.
Hermana María Regina Caride, franciscana de Misioneras de María.
Zaida Azas de Puccio, Dra. en Psicología Social y Servicio Social. Profesora Universitaria, presidente Fundación Comunicaciones El Puente, y Centro Orientación Psicosocial.
Marcelo Pivato, docente, exdirector de escuelas, ciudadano ilustre de Israel.
Alejandro Quiroga, pastor de la Iglesia Catedral de la Fe. Graduado en Teología en el Instituto Bíblico Río de la Plata.
Marta Segura, ministra evangélica.
Hermana María Inés Delfino, franciscana. Misionera de María. Coordinadora de las comunidades de Argentina y Uruguay.
Miguel Rodriguez Villafañe.

### Mesa intercultural
Secretaría: Mariana Álvarez - Mariano Echenique
Diana Maffía, Filósofa.
Guillermo Maci, filósofo y psicoanalista.
Juan José Sebreli, escritor.
Fernando Iglesias, periodista y escritor.
Teresa de Anchorena, legisladora, exsecretaria de Cultura de la ciudad de Buenos Aires.
Samuel Cabanchik, filósofo.
Fernanda Gil Lozano, historiadora.
Ernesto Schoo, periodista y escritor.
Carlos Balmaceda, profesor universitario de Historia. Periodista y Escritor de Mar del Plata.
Jorge Fernández.
Santiago Kovadloff, Filósofo.
Guillermo Yanco, Abogado mediador y periodista.
Luis Gregorich, Escritor.
Daniel Sabsay, Abogado constitucionalista.
Horacio Salas, Escritor, poeta y periodista.
Lucia Gálvez, Escritora.
Esteban Peicovich.
Emiliana López Saavedra.

### Mesa de las Organizaciones de la Sociedad Civil
Secretaría: Carol Abousleiman.
María Eugenia Estenssoro, Legisladora de la ciudad de Buenos Aires, estudió literatura, ciencias políticas y periodismo en las Universidades de Columbia, Harvard y La Sorbona. Fundadora de Endeavor Argentina, preside Equidad, una organización social que conectó la primera escuela rural a Internet.
Jorge Gronda, Médico ginecólogo jujeño, fundador del CEGIN, empresa de medicina social, autosuficiente, para mujeres de bajos recursos que produjo un alto impacto social.
Gustavo Gennuso, Ingeniero nuclear de profesión, emprendedor social por vocación. Apostó por una educación liberadora en los barrios más pobres de Bariloche, generó la actual red de 11 escuelas públicas de gestión social gratuita.
Jorge Angel Martinelli, Cofundador y Director de la Revista Hecho en Bs. As. que se planteó como objetivo brindarles una oportunidad de trabajo a las personas en “situación de la calle”, excluidos y desempleados.
Héctor "Toty" Flores, Representante cooperativa La Juanita de La Matanza. Es uno de los fundadores del Movimiento de Trabajadores Desocupados de La Matanza.
Juan Bautista Peña, Filósofo y economista. Lidera la Fundación El OTRO que trabaja para lograr la justicia distributiva.
Beatriz Pellizari. Psicóloga Social. Fellow de Ashoka. Directora de La Usina- El cambio en Discapacidad, asociación civil sin fines de lucro.

### Mesa de Mujeres por la Paz
Secretaría: Paula Oliveto
María Celia Cadopi Aguilar, médica. Fundadora y presidente de FUNDAE.
María Esther Etchegoyen, maestra rural y socióloga.
María Angelica Merlo, militante social y escritora.
Estela Soria, Iglesia Evangélica Bautista Carismática.
Rosalía Gutierrez, dirigente de la comunidad indígena COYA.
María Eugenia Estenssoro. 
Licy Ghirimoldi, abogada y dirigente ONG.
Liliana Facorro, Iglesia Evangélica Bautista Carismática.
Clara Schpak, empresaria.
Haydeé Copolechio, psicoanalista. Directora académica de la Escuela de Gobierno.
María Rosa González, madre en lucha contra el Paco.

### Mesa de la Nueva Generación
Secretaría: Juan Manuel López y Florencia Longo.
Francisco Moner Ruiz, Estudiante del CBC de sociología. Expresidente del Centro de Estudiantes del Ex Nacional Manuel Dorrego, Morón. Representante de la Coordinadora del Centro de Estudiantes de la zona Oeste.
Nicolás Baigorria.
Florencia Longo, Bioquímica, Universidad de Buenos Aires. Responsable Técnica del Laboratorio de Detección de Organismo Genéticamente Modificados, INTA. Integrante Mesa Provincia de Buenos Aires - ARI.
Mariano Amore, Licenciado en Óptico – Técnico. Estudiante de Ciencia Política, UBA. Concejal de Lanús por ARI.
Enzo Giacinti, Estudiante avanzado de Filosofía con orientación social y política de Comahue. Becario de la Fundación Antorchas. Investigador de la Facultad de Humanidades de la Universidad de Comahue. Presidente del ARI, Cipolleti, Río Negro.
Nicolás Papalía, Estudiante avanzado de la carrera de Abogacía, UBA. Docente de la UBA de materia Teoría General del Derecho. Actualmente asesor de la Dirección General de Asuntos Institucionales de la Legislatura de la Ciudad de Buenos Aires.
Ana Valle, Licenciada en Ciencia Política, UBA. Cursando Master en Políticas Públicas y Gerenciamiento del Desarrollo en la UNSAM - Universidad de Georgetown. Actualmente trabaja en FLACSO en Asistencia de Investigación del Programa Derecho y Bienes Públicos.
Nicolás Gallo, Ingeniero Industrial especializado en energía. Trabaja en el área de gas y electricidad. Músico. Trabajo comunitario con asociaciones cristianas de base.
Carolina Estebarena, Asistente Científica y Tecnológica, docente y periodista. Presidenta de la Convención de Unión por Todos.
Juan Pablo Arenaza, Estudiante avanzado de Ciencias Políticas, USAL. Beca “ Jóvenes Líderes Latinoamericanos”.
Juan Manuel Agüero, Licenciado en Ciencia Política, USAL. Master en Gestión y Políticas Culturales en el MERCOSUR, Universidad de Palermo. Secretario de Relaciones Institucionales Juventud de Unión por Todos.
Alejandro Neumann, Estudiante avanzado de Derecho, asesor consultivo de la Fundación de Artes Visuales (Funvis), Secretario general de la Juventud de Unión por Todos.
Juan Antonio Barboza, Referente Social Presidente de la entidad APTO (Ayuda Para Todos). Precurso del proyecto Familias Tuteladas en avellaneda.
Matías Lobos, Licenciado en Ciencias Políticas, UBA, Especialista en Diseño, gestión política y programas sociales (FLACSO) Profesor e investigador.
Marcelo Lascano, Geógrafo, Especialista en Logística Urbana. Investigador del CONICET.
Gerardo Espinoza.  

## Historia

### 2007

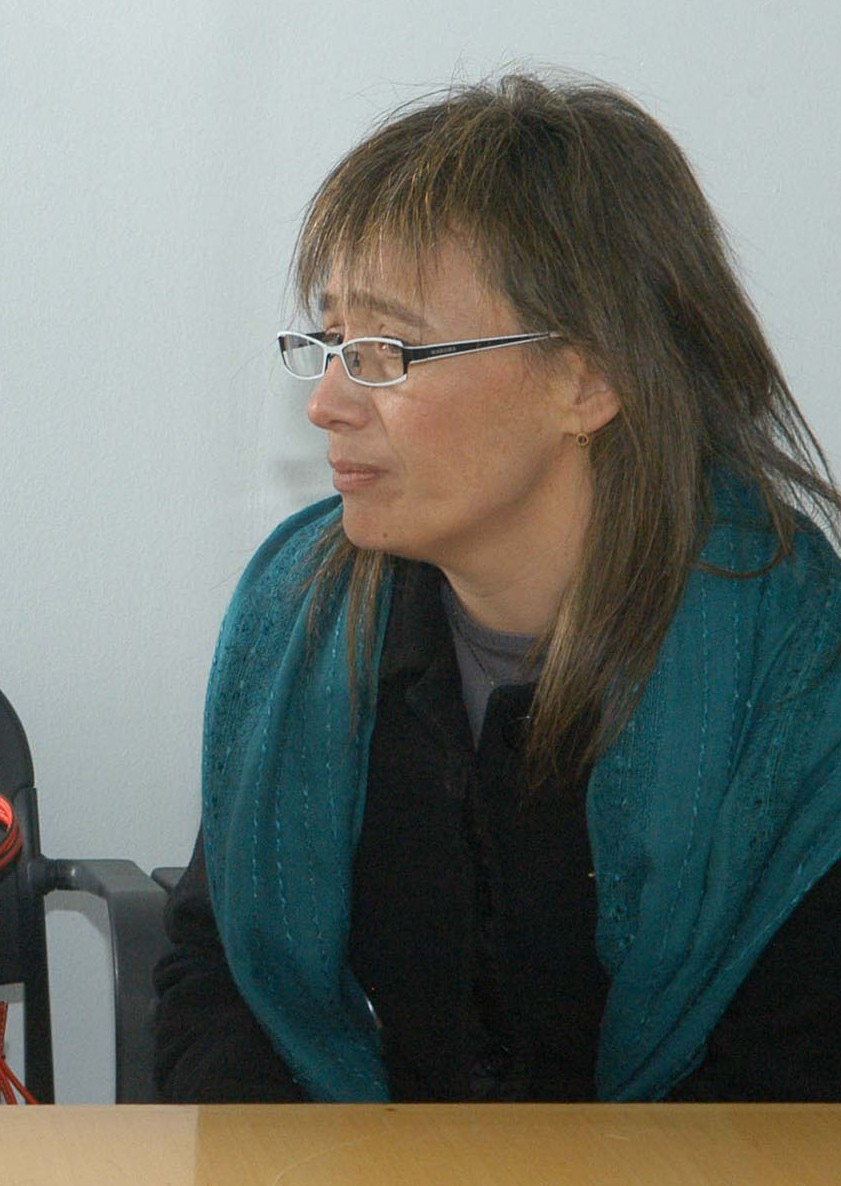
Fabiana Ríos, resultó elegida en 2007 gobernadora de la provincia de Tierra del Fuego, primer triunfo electoral de la Coalición Cívica.

En 2007, el ARI, partido integrante de la Coalición Cívica, triunfó en la provincia de Tierra del Fuego resultando electa gobernadora Fabiana Ríos.
Ese mismo año la Coalición Cívica se presentó en las elecciones presidenciales del 28 de octubre. En esa ocasión formó una alianza electoral con el Partido Socialista, cuando Rubén Giustiniani, titular del PS, es elegido como compañero de fórmula por Elisa Carrió con miras a las elecciones presidenciales de octubre del mismo año. En estas elecciones, la alianza Coalición Cívica-Partido Socialista obtuvo el segundo lugar con 22,96% de los votos, por detrás del Frente para la Victoria de Cristina Fernández de Kirchner, que ganó con el 45,25% de los sufragios.
Entre las propuestas manifestadas en el plan de gobierno presentado por Elisa Carrió se encontraban las de mayor calidad institucional y finalización a las delegaciones de facultades al poder ejecutivo. Sostuvo que bajaría de manera progresiva las retenciones a las exportaciones de soja a un máximo de 20% y de trigo y maíz a un máximo de 15%, eliminando los impuestos a la carne y la leche, bajo el lema de "Dejar en paz al campo". Con respecto a las Fuerzas Armadas manifestó que "no pueden seguir hostigadas (y que) hay que profesionalizarlas y dejar de humillarlas". A su vez declaró que mantendría un dólar alto sin que afectara a la estabilidad de los precios. También anunció que pondría en marcha un Plan de Ingreso Ciudadano para los Niños, y reformaría la ley sindical para anular la personería gremial y permitir la existencia de múltiples sindicatos en cada área.

### 2008
En ocasión del paro agropecuario sostenido por las entidades de productores y propietarios rurales durante más de 100 días, la Coalición Cívica, al igual que su aliado el Partido Socialista, adoptó una posición activa de apoyo a las entidades ruralistas, votando contra el proyecto presidencial que fue rechazado en el Congreso.
Cuando en agosto el Congreso de la Nación comenzó a tratar la estatización de Aerolíneas Argentinas, la Coalición Cívica formuló un proyecto alternativo.  El proyecto enviado por el gobierno nacional fue luego aprobado por el Congreso, con el voto en contra de la Coalición Cívica, el Partido Socialista y la Unión Cívica Radical. Poco después de las elecciones, se originó una crisis interna respecto de la actitud institucional que debería adoptar el partido frente al gobierno del entonces presidente Néstor Kirchner. Las diferencias llevaron a una fractura y al apartamiento de la diputada Graciela Ocaña, una de sus fundadoras y principales dirigentes del partido. Ocaña había liderado la propuesta para que el ARI apoyara formalmente la transversalidad que impulsó Kirchner.
En octubre, la presidenta Cristina Fernández presentó un proyecto de ley para reestatización de las jubilaciones y pensiones que habían sido privatizadas durante el gobierno de Carlos Menem. La Coalición Cívica rechazó en forma terminante el proyecto y votó en su contra y declaró que aunque su posición también era contraria al sistema privado el proyecto en cuestión se trataba de un robo realizado por "una banda de ladrones". En esta ocasión su aliado, el Partido Socialista, se distanció de la Coalición y votó a favor del proyecto presidencial, el que finalmente fue aprobado en ambas cámaras.
Elisa Carrió, junto a Gerardo Morales de Unión Cívica Radical y Rubén Giustiniani del Partido Socialista manifestaron que iban a “trabajar en forma conjunta para frenar el blanqueo de capitales”. Con respecto a iniciar una etapa de diálogo como había pedido la presidenta, Carrió afirmó que “con ellos (el gobierno nacional) no me siento y menos con Néstor Kirchner que es el que manda”. Paralelamente varios de los integrantes de la Coalición Cívica fueron denunciados por corrupción, entre ellos Alfonso Prat-Gay, Magdalena Ordada y Héctor "Toty" Flores.
En el año 2010, la gobernadora Ríos abandonó la Coalición y conformó su propia organización política con la que obtuvo la reelección en 2011.
En 2011 en la reunión que mantuvieron Morales, Carrió y Giustiniani, el hijo del expresidente Raúl Alfonsín, Ricardo Alfonsín, manifestó que se buscaba “la posibilidad de construir una alternativa desde el progresismo y el respeto a las instituciones de cara al 2009 y 2011” y agregó "conversamos con la Coalición Cívica y el PS pero no con los justicialistas".

### 2009
A principios de marzo Elisa Carrió manifestó en relación con los primeros acuerdos alcanzados en el diálogo entre el gobierno de Cristina Fernández de Kirchner y la Mesa de Enlace que reúne a las cuatro organizaciones del campo (Federación Agraria Argentina, Sociedad Rural Argentina, CONINAGRO y Confederaciones Rurales Argentinas), que "el acuerdo no resuelve nada" porque "estamos en tiempo de descuento" y continuó “la salida al conflicto es la rebaja sustancial de retenciones a la soja y la eliminación en trigo, maíz, carnes y leche, hay que ejecutar un shock macroeconómico inmediato para frenar la crisis y hay que bajar el costo fiscal para permitir a las empresas que conserven los puestos de trabajo”. Carrió sostuvo también que "el único camino de salida de Argentina es el campo y la agroindustria; tener el oro verde y destruirlo es sólo capacidad de daño".
El 13 de marzo la presidenta de Argentina anunció que, debido a las urgencias impuestas por la crisis internacional y con el fin de evitar que durante la mayor parte del año los partidos políticos se encuentren en campaña electoral, enviaría al Congreso Nacional un proyecto de ley para adelantar la fecha de las elecciones parlamentarias nacionales de modo de realizarlas el cuarto domingo de junio, en lugar del cuarto domingo de octubre como establecía la ley vigente. La Coalición Cívica y la Unión Cívica Radical adoptaron una posición conjunta, calificando la medida de “locura institucional” y anticiparon que votarían en contra. En el curso de la conferencia de prensa, la alianza entre cívicos y radicales leyó un comunicado del senador Rubén Giustiniani, del Partido Socialista oponiéndose también al adelantamiento. Patricia Bullrich anunció que la Coalición Cívica presentaría una denuncia ante la Organización de Estados Americanos (OEA) para revertir la situación, denuncia que fue concretada el 24 de marzo. Una oposición interna dentro de la Coalición Cívica fue expresada por la gobernadora de Tierra del Fuego Fabiana Ríos, quien cuestionó la reacción de la Coalición Cívica y sus aliados sosteniendo que "se puede o no estar de acuerdo, pero no pueden denostar la decisión política y en esto tenemos que aprender a no ser tan autoritarios".
El 24 de marzo la posición de la Coalición Cívica ante el proyecto de la presidenta Fernández de adelantamiento de las elecciones, produjo una fractura en el ARI, al renunciar los senadores María Rosa Díaz y José Martínez que esa fuerza tenía en Tierra del Fuego, la única donde gobierna, quienes expresaron que lo hicieron por no compartir la postura de "oposición por la oposición misma".
En la primera quincena de abril, la Coalición Cívica intentó incluir en sus listas a dirigentes de las organizaciones ruralistas, pero éstos rechazaron el ofrecimiento. Ante ello Elisa Carrió criticó a los dirigentes del campo diciendo "que la gente del campo no diga que no le ofrecimos [espacio en las listas]; muchos hablan, pero después no se juegan". Por su parte Mario Llambías (titular de CRA) cuestionó a Carrió por su "soberbia".

#### Elecciones legislativas de 2009
Para las elecciones legislativas del 28 de junio de 2009 la Coalición Cívica formó junto con la Unión Cívica Radical y el Partido Socialista, una alianza electoral con el nombre de Acuerdo Cívico y Social (ACyS).
Como resultado global nacional, el Acuerdo Cívico y Social sumó el 30,7% de los votos totales a diputados del país, ganándole al oficialismo integrado por el Frente para la Victoria-Partido Justicialista, que obtuvo el 28,2%.
Como resultado de la elección, los bloques legislativos de la Unión Cívica Radical, la Coalición Cívica y el Partido Socialista, que en conjunto tenían 58 diputados, habrían ganado 15 diputados más, para totalizar entre los tres bloques 73 diputados.
En octubre de 2009, varios de los movimientos se unieron bajo la estructura partidaria del ARI que cambió su nombre a “Partido Coalición Cívica ARI”; el Partido Generación para un Encuentro Nacional (GEN) abandonó la confederación, y quedaron dentro junto a la CC-ARI: Unión por Todos, el movimiento FORJA que lidera Enrique Olivera, “Radicales en la Coalición Cívica”, liderado por el diputado Juan Carlos Morán, y sectores independientes como el liderado por el diputado Juan Carlos Vega.

### Disolución
Después de las elecciones presidenciales de 2011, y tras un Congreso Partidario, uno de los integrantes de la Confederación, la Coalición Cívica ARI decidió disolver la confederación Coalición Cívica de forma unilateral y romper el bloque de diputados que conformaba junto a Unión por Todos - Coalición Cívica. Tras una decisión judicial la Confederación fue definitivamente disuelta. Tras este suceso, Patricia Bullrich decide armar un monobloque. La otra diputada por Unión por Todos, Hilma Ré (electa en el 2009 por la provincia de Entre Ríos) decidió quedarse en la Coalición Cívica ARI.

## Alianza opositora
Las políticas de alianzas de la Coalición Cívica comenzaron desde su conformación, pero en el 2008 se intensificó: en parte por las circunstancias políticas y sociales, así Elisa Carrió anunciaba que este año empezaba “el fin de la resistencia” y buscó una mayor definición de su política de alianzas con vistas a las elecciones parlamentarias de 2009. En esa línea, el 11 de noviembre concretó una alianza nacional con la Unión Cívica Radical, partido del que proviene Elisa Carrió y que otorgan una máxima valoración a lo "cívico" y lo “republicano”.
Luego de sellar su alianza con la Unión Cívica Radical, la Coalición Cívica manifestó su intención de ampliar el espectro de alianzas, incorporando al Partido Socialista, sectores del PRO, grupos peronistas que se oponen al kirchnerismo, y radicales disidentes liderados por el vicepresidente Julio Cobos que apoyaron al kirchnerismo en 2007.
Con respecto al Partido Socialista, las dificultades se relacionan con las críticas a Carrió de algunos sectores que le cuestionan ser una de las figuras con las que "la derecha está acumulando una fuerza reaccionaria" y mantener una postura opuesta a "un proyecto de cambio progresista". Las frases corresponden a Eduardo García, secretario general de la Federación Socialista de Córdoba, que integra un sector del PS que discrepa sustancialmente con Elisa Carrió y otros líderes de la Coalición Cívica a los que relaciona con la derecha, y no comparte la visión del kirchnerismo que sostiene esa fuerza, oponiéndose a reeditar la alianza electoral que ambas fuerzas concretaron en 2007. Entre las críticas a Carrió incluyen su oposición al proyecto de despenalizar el aborto presentado por el diputado Rubén Giustiniani en 2002, así como sus alianzas con Enrique Olivera, Alfonso Prat Gay, María Eugenia Estenssoro y Patricia Bullrich. Por su parte, Hermes Binner, gobernador socialista de la provincia de Santa Fe, manifestó su desacuerdo con un pacto electoral de alcance nacional, para sostener que deben realizarse acuerdos distritales, como el ya existente en su provincia con sectores de la Coalición.
Con respecto al PRO (macrismo), las dificultades se relacionan con las fuertes acusaciones que la propia Elisa Carrió ha realizado sobre Mauricio Macri, así como por la oposición de algunos sectores internos o aliados de la Coalición, que señalan la incompatibilidad de compartir un mismo espacio con el PRO, debido a la tendencia derechista que le atribuyen a esa fuerza. Carrió ya había declarado en 2007 que "Macri es un límite moral infranqueable", agregando que la decisión de construir un espacio común con el PRO se limita a “colaborar y dialogar”, porque existen “enormes diferencias en la concepción del gobierno”.
Con respecto al peronismo antikirchnerista, las dificultades se relacionan con la heterogeneidad de los diferentes sectores que lo integran y figuras a los que la Coalición Cívica denomina "límites", como el expresidente Eduardo Duhalde, el expresidente Adolfo Rodríguez Saá y su hermano Alberto Rodríguez Saá, gobernador de la provincia de San Luis, el exgobernador de la provincia de Misiones Ramón Puerta, el exgobernador de la provincia de Buenos Aires Felipe Solá, el millonario empresario Francisco de Narváez, etc. En esta línea, Carrió ha descartado terminantemente cualquier acuerdo con Duhalde, y lo mismo ha hecho este último criticando a la líder de la Coalición Cívica por tener "la misma forma de construir que los Kirchner". Con respecto a Felipe Solá, Carrió ha modificado su rechazo inicial, por influencia de Margarita Stolbizer, abriendo la posibilidad de un acuerdo en la estratégica provincia de Buenos Aires, donde se concentra el 37% del total de votantes del país.
Con respecto a los ex Radicales K liderados por el vicepresidente de la Nación Julio Cobos, Carrió adoptó inicialmente una actitud de fuerte rechazo, acusándolo en 2008 de formar parte de una conspiración golpista contra la presidenta Fernández, junto con el expresidente Eduardo Duhalde. Con posterioridad Carrió modificó su rechazo inicial por influencia de Stolbizer y abrió la posibilidad de un acuerdo. Pero asegura que la incorporación de Cobos al radicalismo “debe ser resuelto por el partido radical”. Durante la campaña electoral de 2009, Carrió volvió a mostrar un fuerte enfrentamiento con Cobos, a raíz de la reunión de este, en su condición de vicepresidente de la Nación, con Francisco de Narváez, cabeza de la lista de candidatos de la alianza Unión - Pro en la provincia de Buenos Aires; frente al encuentro, Carrió descalificó a Cobos afirmando que "se supo quién es Cobos", mientras que éste cuestionó a la líder de la Coalición Cívica declarando que "cuando ella se solidariza con De Narváez es democrática y cuando lo hago yo me critica".
A fines de enero, Elisa Carrió mantuvo una reunión de acercamiento con Ricardo López Murphy, un ex radical que fuera ministro de Defensa y Economía del presidente Fernando de la Rúa y luego formó el partido Recrear para el Crecimiento y la alianza Propuesta Republicana (PRO), junto a Mauricio Macri. En marzo ambos se presentaron juntos en la exposición que la líder de la Coalición Cívica realizó en la muestra Expoagro.

## Referente económico

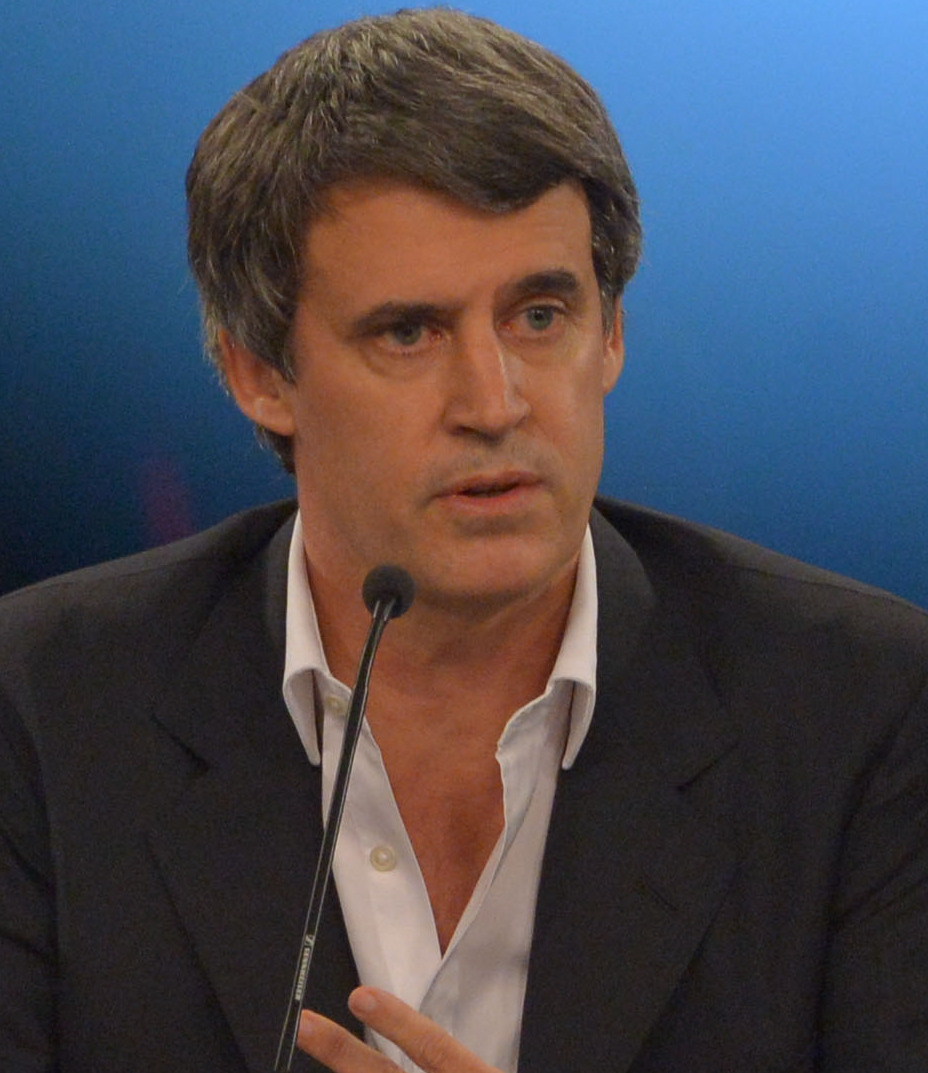
Alfonso Prat Gay.

El referente económico de la Coalición Cívica es Alfonso Prat Gay, economista al que algunas fuentes han calificado como socialdemócrata.
Algunas de sus afirmaciones le valieron un fuerte conflicto con la Confederación Argentina de la Mediana Empresa (CAME).

## La Coalición Cívica en el Senado

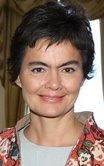
María Eugenia Estenssoro.

La Coalición Cívica tuvo una senadora nacional: María Eugenia Estenssoro (ARI-CC). Samuel Cabanchik asumió su banca siendo parte de la CC, pero al cabo de un año y medio anunció su escisión de ese espacio político para formar un bloque propio. Entre las razones de su alejamiento mencionó el personalismo de Elisa Carrió.

## La Coalición Cívica en Diputados
A partir de la fusión de algunos de los partidos pertenecientes a la Coalición Cívica (confederación) en un partido único llamado "Coalición Cívica ARI" sobre la base del partido ARI; el GEN decidió alejarse y buscar una alianza con el Partido Socialista. A partir del 10 de diciembre de 2009 los diputados electos por el GEN ya no formarán parte del bloque de la Coalición Cívica.
A este nuevo partido se sumaran, entre otros, Afirmación para una República Igualitaria (ARI), PAIS, la Mesa Social, los equipos técnicos que encabeza Alfonso Prat Gay, algunos dirigentes del Generación para un Encuentro Nacional (GEN) como Elisa Carca.
En principio, tampoco sería de la partida el grupo radical FORJA que encabeza el legislador y exjefe de Gobierno de la Ciudad Autónoma de Buenos Aires Enrique Olivera. El partido Unión por Todos que tiene como principal referente a Patricia Bullrich, seguirá formando parte del Bloque Coalición Cívica pero no se incorporará al partido.

### Bloque Coalición Cívica 2009-2011
El bloque será presidido por Elisa Carrió, su vicepresidente será Adrián Pérez.
1. Elisa Carrió (CC-ARI)
2. Adrián Pérez (CC-ARI)
3. Horacio Piemonte (CC-ARI)
4. Griselda Baldata (CC-ARI)
5. Elisa Carca (CC-ARI)
6. Carlos Comi (CC-ARI)
7. Héctor Flores (CC-ARI)
8. Susana García (CC-ARI)
9. Fernanda Gil Lozano (CC-ARI)
10. Fernando Iglesias (CC-ARI)
11. Alfonso Prat Gay (CC-ARI)
12. Elsa Quiroz (CC-ARI)
13. María Fernanda Reyes (CC-ARI)
14. Marcela Rodríguez (CC-ARI)
15. Alicia Terada (CC-ARI)
16. Patricia Bullrich (Unión por Todos en la CC)
17. Hilma Re (Unión por Todos en la CC)
18. Juan Carlos Vega (independiente)
19. Juan Carlos Morán (Radicales en la CC)

## La Coalición en la legislatura porteña
En el periodo 2007-2009 el bloque de legisladores más numeroso de la Coalición Cívica:
1. Rocío Sánchez Andia (CC ARI)
2. Juan Pablo Arenaza (Unión Por Todos)
3. Maximiliano Ferraro (CC ARI)
4. Adriana Montes (CC ARI)
5. María Eugenia Estenssoro (CC ARI)
6. Teresita De Anchorena (CC ARI)
7. Guillermo Smith (CC ARI)
8. Adriana Montes (CC ARI)
9. Liliana Parada (CC ARI)
10. Facundo Di Fillippo (CC ARI)
11. Enrique Olivera (CC ARI)
12. Juan Manuel Velasco (CC ARI)

En la legislatura de la Ciudad Autónoma de Buenos Aires, en el periodo 2009-2011 el bloque "Coalición Cívica" estuvo conformado por 6 legisladores; conformando a su vez el interbloque "Acuerdo Cívico y Social" de 9 con el Partido Socialista (1) y la Unión Cívica Radical (2).
1. Sergio Abrevaya (FORJA)
2. Juan Pablo Arenaza (Unión por Todos)
3. Diana Maffía (CC ARI)
4. Adriana Montes (CC ARI)
5. Fernando Sánchez (político argentino) (CC ARI)
6. Rocío Sánchez Andía (CC ARI)

La presidencia del Bloque Coalición Cívica fue ejercida por Fernando Sánchez, la vicepresidencia correspondió a Arenaza; y el legislador Abrevaya se desempeñaba en la vicepresidencia tercera de la legislatura.

## Eslóganes de Campaña
- Presentó como lema de campaña en las elecciones a jefe de Gobierno de la Ciudad Autónoma de Buenos Aires: "Más que oposición, la opción".
- Para las elecciones nacionales del 28 de octubre de 2007, su lema fue: "Ya estamos para un país mejor".[65]
- El lema durante todo el 2008 y en vistas a las parlamentarias de 2009 fue: "El camino al futuro".
- El lema de campaña de las elecciones parlamentarias de junio del 2009, junto a la UCR y el PS en el marco del Acuerdo Cívico y Social (ACyS), fue: "El Cambio Seguro".
- El lema de la campaña presidencia de 2011 fue: "El futuro es hoy".